# FRS3
FRS3‏ (Fibroblast growth factor receptor substrate 3) هوَ بروتين يُشَفر بواسطة جين FRS3 في الإنسان.